# Morti il 19 gennaio
| Questa pagina contiene informazioni ricavate automaticamente dalle voci biografiche con l'ausilio del template Bio e di un bot. L'aggiornamento è periodico e automatico e ricostruisce completamente la pagina. Se manca una persona in questa lista, sei pregato di non aggiungerla, ma accertati piuttosto che la sua voce biografica contenga il template Bio e che i dati anagrafici siano correttamente compilati. Se il template Bio manca, inseriscilo tu stesso o, in alternativa, metti l'avviso {{tmp\|Bio}} che ne segnala la mancanza. Se i dati riportati sono sbagliati, correggi direttamente la voce biografica; le modifiche saranno visibili in questa lista entro pochi giorni. Per chiarimenti vedi il progetto biografie. La lista contiene solo le 549 persone che sono citate nell'enciclopedia e per le quali è stato implementato correttamente il template Bio. Pagina aggiornata al 17 ago 2025. |

## VI secolo(1)
- 520 - Giovanni II di Cappadocia, arcivescovo bizantino

## VII secolo(1)
- 639 - Dagoberto I, re franco

## X secolo(2)
- 914 - García I di León, re (n. 871)
- 966 - Fujiwara no Asatada, poeta giapponese (n. 910)

## XI secolo(1)
- 1057 - Oddone di Savoia, conte

## XIII secolo(1)
- 1291 - Giovanna di Blois-Châtillon, contessa

## XIV secolo(4)
- 1302 - Al-Hakim, califfo
- 1305 - Ruggiero di Lauria, ammiraglio italiano (n. 1250)
- 1339 - Raimondo di Montfort, religioso e cardinale francese
- 1374 - Alvise Forzatè, nobile e politico italiano

## XV secolo(8)
- 1402 - Bona di Borbone, contessa (n. 1341)
- 1406 - Francesco II da Carrara, nobile italiano (n. 1359)
- 1406 - Francesco III da Carrara, condottiero italiano (n. 1383)
- 1428 - Giovanni degli Uberti, vescovo cattolico italiano
- 1445 - Antonio Correr, cardinale e vescovo cattolico italiano (n. 1359)
- 1464 - Giovanni IV del Monferrato, marchese (n. 1412)
- 1471 - Antonio Beccadelli, poeta, storico e scrittore italiano (n. 1394)
- 1491 - Dorotea di Brandeburgo, principessa (n. 1420)

## XVI secolo(11)
- 1511 - Ludovico Gonzaga, vescovo cattolico italiano (n. 1460)
- 1524 - Gian Giacomo Caprotti, pittore italiano (n. 1480)
- 1524 - Radu VI Bădica, principe
- 1526 - Isabella d'Asburgo (n. 1501)
- 1534 - Taddeo Della Volpe, condottiero italiano (n. 1474)
- 1547 - Henry Howard, conte di Surrey, nobile, politico e poeta inglese (n. 1517)
- 1565 - Diego Laínez, gesuita spagnolo (n. 1512)
- 1571 - Paris Bordon, pittore italiano (n. 1500)
- 1576 - Hans Sachs, poeta e drammaturgo tedesco (n. 1494)
- 1598 - Enrico III di Brunswick-Lüneburg, duca tedesco (n. 1533)
- 1599 - Maria Landi, nobile italiana (n. 1570)

## XVII secolo(18)
- 1601 - Henry Herbert, II conte di Pembroke, nobile e politico inglese (n. 1539)
- 1607 - Anne Morgan, nobildonna inglese (n. 1529)
- 1608 - Bernard Maciejowski, cardinale e arcivescovo cattolico polacco (n. 1548)
- 1613 - Giovanni Andrea Caligari, vescovo cattolico e diplomatico italiano (n. 1527)
- 1629 - ʿAbbās I il Grande, sovrano e militare persiano (n. 1557)
- 1636 - Marcus Gheeraerts il Giovane, pittore fiammingo
- 1636 - Daniel Schwenter, matematico, inventore e poeta tedesco (n. 1585)
- 1640 - Lazzaro Cattaneo, missionario italiano (n. 1560)
- 1645 - Pedro Orrente, pittore spagnolo (n. 1580)
- 1658 - Marcantonio II Borghese, nobile italiano (n. 1601)
- 1669 - Leone Allacci, teologo greco
- 1670 - Giovan Battista Nicolosi, presbitero, geografo e cartografo italiano (n. 1610)
- 1672 - Giovanni Battista Rabbia, vescovo cattolico italiano (n. 1618)
- 1675 - Agatino Paternò Castello, nobile e politico italiano (n. 1594)
- 1686 - Ferdinando Cospi, nobile, politico e collezionista d'arte italiano (n. 1606)
- 1690 - Jan Commelin, mercante e botanico olandese (n. 1629)
- 1691 - Giacinto Brandi, pittore italiano (n. 1621)
- 1694 - Francesco Maria di Lorena, nobile francese (n. 1624)

## XVIII secolo(21)
- 1709 - Elisabetta Querini, nobildonna italiana (n. 1628)
- 1710 - Francesco Cupani, botanico italiano (n. 1657)
- 1714 - Pietro Antonio Bernardoni, librettista e drammaturgo italiano (n. 1672)
- 1720 - Eleonora del Palatinato-Neuburg (n. 1655)
- 1726 - Giovanni Battista Tolomei, cardinale, filosofo e teologo italiano (n. 1653)
- 1729 - William Congreve, drammaturgo inglese (n. 1670)
- 1729 - Lorenzo Cozza, cardinale italiano (n. 1654)
- 1740 - Michele Caballone, compositore italiano (n. 1692)
- 1744 - Lucy Herbert, nobile, religiosa e scrittrice britannica (n. 1669)
- 1744 - George-Prosper de Verboom, ingegnere militare belga (n. 1665)
- 1748 - Ernesto Augusto I di Sassonia-Weimar, duca (n. 1688)
- 1753 - Maria Teresa del Liechtenstein, principessa austriaca (n. 1721)
- 1755 - Michail Andreevič Belosel'skij-Belozerskij, generale russo (n. 1702)
- 1760 - Giuseppe Belli, cantante castrato italiano (n. 1732)
- 1761 - Carlotta Aglaia di Borbone-Orléans, nobile francese (n. 1700)
- 1766 - Giovanni Niccolò Servandoni, architetto, pittore e scenografo italiano (n. 1695)
- 1769 - Daniel-Charles Trudaine, ingegnere e funzionario francese (n. 1703)
- 1793 - Katsukawa Shunshō, pittore e incisore giapponese (n. 1726)
- 1793 - Aleksandr Alekseevič Vjazemskij, politico russo (n. 1727)
- 1795 - Maria Teresa Agnesi Pinottini, compositrice e clavicembalista italiana (n. 1720)
- 1795 - Louis Georges Érasme de Contades, generale francese (n. 1704)

## XIX secolo(66)
- 1803 - Markus Herz, medico e filosofo tedesco (n. 1747)
- 1804 - Paul Kray von Krajowa, generale austriaco (n. 1735)
- 1817 - Carlo Francesco Albani, III principe di Soriano nel Cimino, nobile italiano (n. 1749)
- 1818 - Carlo Crivelli, cardinale e arcivescovo cattolico italiano (n. 1736)
- 1821 - Thomas Willing, politico e banchiere statunitense (n. 1731)
- 1830 - Wenceslaus Matiegka, compositore ceco (n. 1773)
- 1831 - Giuseppe Grassi, giornalista, lessicografo e letterato italiano (n. 1779)
- 1831 - Cesare Sterbini, librettista italiano (n. 1783)
- 1833 - Ferdinand Hérold, compositore, pianista e violinista francese (n. 1791)
- 1836 - Philipp Lorenz Geiger, chimico, farmacista e antropologo tedesco (n. 1785)
- 1836 - Luigi Ricciolio, avvocato italiano (n. 1774)
- 1839 - Luigi Guglielmo d'Assia-Homburg, nobile (n. 1770)
- 1839 - Georg Abraham Schneider, cornista e compositore tedesco (n. 1770)
- 1842 - Joseph Jérôme Siméon, politico francese (n. 1749)
- 1845 - William Eliot, II conte di St. Germans, diplomatico e politico inglese (n. 1767)
- 1847 - Athanasios Christopoulos, poeta greco (n. 1772)
- 1847 - Maria Antonietta Murat, principessa francese (n. 1793)
- 1851 - Guglielmo Ansaldi, patriota italiano (n. 1776)
- 1851 - Esteban Echeverría, poeta, scrittore e attivista argentino (n. 1805)
- 1855 - Jean-Baptiste Paulin Guérin, pittore francese (n. 1783)
- 1856 - Franz Anton Staudenmaier, teologo tedesco (n. 1800)
- 1858 - Vittorio Amedeo Sallier della Torre, generale, politico e nobile italiano (n. 1774)
- 1861 - Albert Niemann, chimico e farmacista tedesco (n. 1834)
- 1864 - Juliette Colbert, filantropa francese (n. 1786)
- 1864 - Jean-Marie Farina, profumiere e mercante italiano (n. 1785)
- 1865 - Giuseppe Francesco Agnelli, imprenditore italiano (n. 1789)
- 1865 - Pierre-Joseph Proudhon, filosofo, economista e sociologo francese (n. 1809)
- 1868 - Frederic Baraga, missionario, filologo e vescovo cattolico sloveno (n. 1797)
- 1869 - Ludwig von Comini, farmacista, enologo e agronomo austriaco (n. 1812)
- 1869 - Karl Reichenbach, scienziato tedesco (n. 1788)
- 1869 - Giovanni Ventura, attore teatrale, drammaturgo e poeta italiano (n. 1800)
- 1871 - William Denison, politico e militare britannico (n. 1804)
- 1871 - Charles Gumery, scultore francese (n. 1827)
- 1871 - Henri Regnault, pittore francese (n. 1843)
- 1872 - Francesco Annoni di Cerro, generale e politico italiano (n. 1804)
- 1874 - August Heinrich Hoffmann von Fallersleben, scrittore tedesco (n. 1798)
- 1876 - Enrico Pollastrini, pittore italiano (n. 1817)
- 1876 - Alphons Seraph von Porcia, nobile e politico italiano (n. 1801)
- 1876 - George Julius Poulett Scrope, geologo, politico e economista inglese (n. 1797)
- 1878 - Henri-Victor Regnault, chimico e fisico francese (n. 1810)
- 1880 - Jules Favre, politico francese (n. 1809)
- 1881 - Ercole Dembowski, matematico e astronomo italiano (n. 1812)
- 1881 - Ferdinand von Langenau, diplomatico, militare e nobile austriaco (n. 1818)
- 1882 - Ernest Michaux, inventore francese (n. 1842)
- 1882 - Hermann Schlagintweit, esploratore tedesco (n. 1826)
- 1883 - Richard England, generale inglese (n. 1793)
- 1883 - Aniceto Ferrante, vescovo cattolico italiano (n. 1823)
- 1883 - Guillaume Geefs, scultore belga (n. 1805)
- 1884 - Giovanni Battista Basso, patriota e militare italiano (n. 1824)
- 1886 - Carmelo Palladino, anarchico italiano (n. 1842)
- 1887 - William Bagot, III barone Bagot, politico inglese (n. 1811)
- 1887 - Semën Nadson, poeta russo (n. 1862)
- 1887 - André Charles Victor Reille, generale francese (n. 1815)
- 1888 - Anton de Bary, botanico e micologo tedesco (n. 1831)
- 1889 - Antonio Balbiani, scrittore, docente e giornalista italiano (n. 1838)
- 1889 - Ranald Slidell MacKenzie, generale statunitense (n. 1840)
- 1890 - Luigi Anelli, storico, politico e patriota italiano (n. 1813)
- 1890 - Giorgio di Schwarzburg-Rudolstadt, sovrano e militare tedesco (n. 1838)
- 1893 - Julius Eichberg, compositore tedesco (n. 1824)
- 1894 - Piet Paaltjens, predicatore, scrittore e poeta olandese (n. 1835)
- 1896 - Charles Floquet, politico francese (n. 1828)
- 1896 - Michail Osipovič Mikešin, scultore e artista russo (n. 1835)
- 1898 - Leone Carpi, economista, politico e giornalista italiano (n. 1810)
- 1899 - Gaetano Caporale, storico italiano (n. 1815)
- 1899 - Jean-Baptiste Alexandre Montaudon, militare e politico francese (n. 1818)
- 1900 - Domenico Cucchiari, generale e politico italiano (n. 1806)

## XX secolo(268)
- 1901 - Bernhard Danckelmann, botanico tedesco (n. 1831)
- 1901 - Henrik August Flindt, architetto danese (n. 1822)
- 1901 - Albert de Broglie, nobile e politico francese (n. 1821)
- 1902 - Maria Cristina di Borbone-Spagna, nobildonna spagnola (n. 1833)
- 1902 - Cesare Sighinolfi, scultore italiano (n. 1833)
- 1905 - George Henry Boughton, pittore e scrittore statunitense (n. 1833)
- 1906 - Niccolò Cannicci, pittore e illustratore italiano (n. 1846)
- 1906 - Nikolaj Aleksandrovič Lejkin, scrittore e giornalista russo (n. 1841)
- 1906 - Bartolomé Mitre, politico, militare e scrittore argentino (n. 1821)
- 1907 - Wilhelm Amandus Beer, pittore tedesco (n. 1837)
- 1907 - Beniamino Cesi, pianista e compositore italiano (n. 1845)
- 1907 - Giuseppe Saracco, avvocato e politico italiano (n. 1821)
- 1908 - Roberto Bompiani, pittore e scultore italiano (n. 1821)
- 1908 - Francesco Calfapietra, militare, patriota e politico italiano (n. 1830)
- 1908 - Georgi Dančov, artista, fotografo e rivoluzionario bulgaro (n. 1846)
- 1908 - Charles Emory Smith, politico e giornalista statunitense (n. 1842)
- 1909 - Giuseppe Levi, banchiere e filantropo italiano (n. 1830)
- 1909 - Francesco Prudenzano, patriota, docente e scrittore italiano (n. 1823)
- 1910 - Andrea Costa, politico italiano (n. 1851)
- 1910 - Giuseppe Antonio Rossi, avvocato e politico italiano (n. 1818)
- 1911 - Chizuko Mifune, veggente giapponese (n. 1886)
- 1912 - Alessandro Bavona, arcivescovo cattolico italiano (n. 1856)
- 1914 - Filippo Carcano, pittore italiano (n. 1840)
- 1914 - Ede Pallavicini, nobile, imprenditore e politico ungherese (n. 1845)
- 1914 - Georges Picquart, militare e politico francese (n. 1854)
- 1915 - Anna Leonowens, scrittrice, educatrice e attivista britannica (n. 1831)
- 1916 - Alfred Wilhelm Dove, storico tedesco (n. 1844)
- 1918 - Arthur Batut, fotografo francese (n. 1846)
- 1919 - Stepan Zorian, rivoluzionario armeno (n. 1867)
- 1920 - Juan Martínez Abades, pittore spagnolo (n. 1862)
- 1923 - Alceo Massarucci, politico italiano (n. 1832)
- 1924 - Emil Adam, pittore tedesco (n. 1843)
- 1924 - Giovanni Bottino Barzizza, matematico e astronomo italiano (n. 1879)
- 1924 - Konstantin Konstantinovič Neupokoev, navigatore russo (n. 1884)
- 1924 - Édouard François Zier, pittore e illustratore francese (n. 1856)
- 1925 - Maria Sofia di Baviera, regina (n. 1841)
- 1926 - Luigi Vittorio Bertarelli, geografo e speleologo italiano (n. 1859)
- 1926 - Leopoldo Eleuteri, militare e aviatore italiano (n. 1894)
- 1927 - Carl Gräbe, chimico tedesco (n. 1841)
- 1927 - Carlotta del Belgio, imperatrice belga (n. 1840)
- 1928 - Francesco Fazi, politico italiano (n. 1859)
- 1928 - Erasmo Percopo, filologo e critico letterario italiano (n. 1860)
- 1928 - Edgar Ravenswood Waite, zoologo, ornitologo e erpetologo britannico (n. 1866)
- 1929 - Liang Qichao, scrittore, giornalista e filosofo cinese (n. 1873)
- 1929 - Giovanni Pansa, archeologo, avvocato e storico italiano (n. 1865)
- 1930 - Aleksandr Aleksandrovič Bunge, zoologo e esploratore russo (n. 1851)
- 1930 - Ivan Montana, calciatore jugoslavo (n. 1906)
- 1930 - Frank Plumpton Ramsey, matematico, logico e statistico britannico (n. 1903)
- 1931 - Dante Ferraris, politico e ingegnere italiano (n. 1868)
- 1932 - Antonio Ballero, pittore, scrittore e fotografo italiano (n. 1864)
- 1932 - Sol Plaatje, scrittore sudafricano (n. 1876)
- 1933 - Bruto Castellani, attore italiano (n. 1881)
- 1934 - Carlo Cataldi, prefetto e politico italiano (n. 1843)
- 1934 - Prospero Fedozzi, giurista italiano (n. 1872)
- 1934 - Harrison Fisher, illustratore statunitense (n. 1877)
- 1935 - Lloyd Hamilton, attore statunitense (n. 1891)
- 1935 - Christian Hülsen, storico dell'architettura tedesco (n. 1858)
- 1935 - Giovanni Prampolini, ingegnere e dirigente d'azienda italiano (n. 1878)
- 1936 - Oscar Hoppe, pattinatore artistico su ghiaccio cecoslovacco (n. 1886)
- 1936 - August Schmarsow, storico dell'arte e docente tedesco (n. 1853)
- 1937 - Celso Cianchi, fantino italiano (n. 1859)
- 1937 - Henri Douvillé, paleontologo e geologo francese (n. 1846)
- 1937 - Aristodemo Giorgini, tenore italiano (n. 1879)
- 1937 - Douglas Robinson, crickettista britannico (n. 1864)
- 1938 - Giuseppe Antonini, psichiatra italiano (n. 1864)
- 1938 - Robert McWade, attore statunitense (n. 1872)
- 1938 - Branislav Nušić, romanziere e commediografo serbo (n. 1864)
- 1939 - Mario Gruppioni, lottatore italiano (n. 1901)
- 1939 - Mary Louise McLaughlin, ceramista statunitense (n. 1847)
- 1939 - Stelio Teselli, militare italiano (n. 1914)
- 1940 - William Borah, politico statunitense (n. 1865)
- 1940 - Djelloul Ben Lakhdar, militare algerino (n. 1856)
- 1940 - Marie-Louise Martin, monaca cristiana francese (n. 1860)
- 1941 - Juan Casado Obispo, vescovo cattolico e missionario spagnolo (n. 1886)
- 1941 - Umberto Serristori, diplomatico e politico italiano (n. 1861)
- 1941 - John Vincent, marinaio e esploratore britannico (n. 1879)
- 1941 - Richard Wallace, schermidore francese (n. 1872)
- 1942 - Claire Beck Loos, fotografa e scrittrice cecoslovacca (n. 1904)
- 1942 - Mary Gaunt, scrittrice e giornalista australiana (n. 1861)
- 1942 - Jules de Gaultier, filosofo francese (n. 1858)
- 1944 - Jochen Balke, nuotatore tedesco (n. 1917)
- 1944 - Maria Messina, scrittrice italiana (n. 1887)
- 1945 - Ernest Allo, religioso e presbitero francese (n. 1873)
- 1945 - Petar Bojović, generale serbo (n. 1858)
- 1945 - Marie-Berthe de Rohan, nobile boema (n. 1868)
- 1946 - Johannes Abromeit, botanico tedesco (n. 1857)
- 1946 - Raoul Dal Molin Ferenzona, pittore, scrittore e incisore italiano (n. 1879)
- 1947 - Luigi Bertoni, anarchico e tipografo svizzero (n. 1872)
- 1947 - Manuel Machado, poeta, scrittore e drammaturgo spagnolo (n. 1874)
- 1947 - Hermann Müller, marciatore, maratoneta e mezzofondista tedesco (n. 1885)
- 1948 - Giovanni Celesia di Vegliasco, avvocato e politico italiano (n. 1868)
- 1948 - Jozef Škultéty, critico letterario, linguista e storico slovacco (n. 1853)
- 1949 - Benjamin Anderson, economista statunitense (n. 1886)
- 1950 - Thomas Coggins, calciatore, arbitro di calcio e allenatore di calcio inglese (n. 1879)
- 1951 - Antonio Galardo, militare e prefetto italiano (n. 1897)
- 1951 - Johannes Mattfeld, botanico tedesco (n. 1895)
- 1952 - Massimiliano Eugenio d'Asburgo-Lorena, nobile austriaco (n. 1895)
- 1952 - Walter Tennyson Swingle, botanico e biologo statunitense (n. 1871)
- 1952 - Sunao Tawara, medico giapponese (n. 1873)
- 1952 - Giuseppe de Finetti, architetto e urbanista italiano (n. 1892)
- 1954 - Mohamed Amin Didi, politico maldiviano (n. 1910)
- 1954 - Theodor Kaluza, matematico e fisico tedesco (n. 1885)
- 1954 - Cornelius van Oyen, tiratore a segno tedesco (n. 1886)
- 1954 - Eduardo Zumpano, politico italiano (n. 1898)
- 1956 - Charles Dingle, attore statunitense (n. 1887)
- 1956 - Nikolaj Panin-Kolomenkin, pattinatore artistico su ghiaccio e tiratore a segno russo (n. 1872)
- 1957 - Giuseppe Albenga, ingegnere italiano (n. 1882)
- 1957 - Guido Borghi, imprenditore italiano (n. 1883)
- 1957 - Henri Denis, generale e politico belga (n. 1877)
- 1957 - Barbu Lăzăreanu, storico della letteratura, filologo e attivista rumeno (n. 1881)
- 1957 - Raffaele Pezzullo, politico italiano (n. 1896)
- 1958 - Edmund Moeller, scultore tedesco (n. 1885)
- 1958 - Cândido Rondon, militare brasiliano (n. 1865)
- 1959 - Vladimiro Pini, militare e politico italiano (n. 1879)
- 1960 - William Coales, mezzofondista britannico (n. 1886)
- 1962 - Snub Pollard, attore australiano (n. 1889)
- 1963 - Clement Smoot, golfista statunitense (n. 1884)
- 1964 - Clement Browne, pallanuotista statunitense (n. 1896)
- 1964 - Franco Ghione, direttore d'orchestra e compositore italiano (n. 1886)
- 1964 - Firmin Lambot, ciclista su strada belga (n. 1886)
- 1964 - Armando Mazza, poeta, scrittore e giornalista italiano (n. 1884)
- 1964 - Friedrich Karl Arnold Schwassmann, astronomo tedesco (n. 1870)
- 1964 - Joe Weatherly, pilota automobilistico e pilota motociclistico statunitense (n. 1922)
- 1965 - George Hogan, cestista statunitense (n. 1915)
- 1965 - Arnold Luhaäär, sollevatore estone (n. 1905)
- 1965 - Moncho Gil, calciatore spagnolo (n. 1897)
- 1965 - Frank Reicher, attore, regista e produttore cinematografico tedesco (n. 1875)
- 1966 - Mihály Kispéter, calciatore ungherese (n. 1919)
- 1966 - Ruth Landshoff, attrice e scrittrice tedesca (n. 1904)
- 1966 - Luciano Marmo, calciatore e dirigente sportivo italiano (n. 1900)
- 1966 - Aureliano Santini, politico, antifascista e partigiano italiano (n. 1911)
- 1967 - Grace Cunard, attrice, sceneggiatrice e regista statunitense (n. 1893)
- 1967 - Harold Daniell, pilota motociclistico britannico (n. 1909)
- 1967 - Paolo Puntoni, generale italiano (n. 1889)
- 1967 - Taavi Tamminen, lottatore finlandese (n. 1889)
- 1967 - Robert Van de Graaff, fisico e inventore statunitense (n. 1901)
- 1968 - Gaetano Arturo Crocco, ufficiale e ingegnere aeronautico italiano (n. 1877)
- 1968 - Ray Harroun, pilota automobilistico statunitense (n. 1879)
- 1969 - Roberto Cessi, storico e politico italiano (n. 1885)
- 1969 - Władysław Frączek, militare polacco (n. 1895)
- 1969 - Jan Palach, patriota cecoslovacco (n. 1948)
- 1969 - Carlo Salamano, pilota automobilistico italiano (n. 1891)
- 1969 - Michele Vedani, scultore italiano (n. 1874)
- 1970 - Aldo De Benedetti, commediografo e sceneggiatore italiano (n. 1892)
- 1970 - James B. Donovan, avvocato e politico statunitense (n. 1916)
- 1970 - Hal March, attore statunitense (n. 1920)
- 1971 - Ross Cuthbert, hockeista su ghiaccio britannico (n. 1892)
- 1971 - Ottorino Orlandini, partigiano e antifascista italiano (n. 1896)
- 1971 - Liliana Tellini, attrice italiana (n. 1925)
- 1972 - Michael Rabin, violinista statunitense (n. 1936)
- 1973 - Max Adrian, attore irlandese (n. 1903)
- 1973 - Johnny Jorgensen, cestista statunitense (n. 1921)
- 1974 - Clemente Serventi, tennista, calciatore e dirigente sportivo italiano (n. 1889)
- 1975 - Antonio Reali, ufficiale e aviatore italiano (n. 1891)
- 1976 - Mario Martinez, politico italiano (n. 1901)
- 1976 - Hidetsugu Yagi, ingegnere elettrotecnico giapponese (n. 1886)
- 1977 - Edita Broglio, pittrice lettone (n. 1886)
- 1977 - Émile Gilioli, scultore francese (n. 1911)
- 1977 - Cesare Rosasco, militare italiano (n. 1892)
- 1979 - Daniel-Henri Kahnweiler, mercante d'arte, gallerista e critico d'arte tedesco (n. 1884)
- 1979 - Tuffy Leemans, giocatore di football americano statunitense (n. 1912)
- 1979 - Paul Meurisse, attore francese (n. 1912)
- 1980 - Giorgio Bo, politico, antifascista e partigiano italiano (n. 1905)
- 1980 - Piero Ciampi, cantautore e poeta italiano (n. 1934)
- 1980 - Lise Deharme, scrittrice francese (n. 1898)
- 1981 - Pierluigi Aprà, attore italiano (n. 1944)
- 1981 - Cesare Gnudi, storico dell'arte e funzionario italiano (n. 1910)
- 1981 - Alberto Héber Usher, politico uruguaiano (n. 1918)
- 1981 - Lajos Korányi, calciatore ungherese (n. 1907)
- 1981 - Luigi Oggiano, politico e avvocato italiano (n. 1892)
- 1981 - Iva Pacetti, soprano italiano (n. 1898)
- 1981 - Francesca Woodman, fotografa statunitense (n. 1958)
- 1982 - Massimo Barbieri, criminale italiano (n. 1951)
- 1982 - Elis Regina, cantante brasiliana (n. 1945)
- 1982 - Roy Goodall, calciatore inglese (n. 1902)
- 1982 - Giuseppe Puglioli, calciatore italiano (n. 1905)
- 1982 - Leopold Trepper, attivista polacco (n. 1904)
- 1982 - Fritz Wetzel, calciatore tedesco (n. 1894)
- 1982 - Marya Zaturenska, poetessa ucraina (n. 1902)
- 1983 - Sabino Bilbao, calciatore spagnolo (n. 1897)
- 1983 - Don Costa, arrangiatore, compositore e produttore discografico statunitense (n. 1925)
- 1983 - Yvon De Begnac, giornalista e scrittore italiano (n. 1913)
- 1984 - Enrico Allimandi, pittore italiano (n. 1906)
- 1984 - Gösta Bengtsson, velista svedese (n. 1897)
- 1984 - Carl von Braitenberg, politico italiano (n. 1892)
- 1984 - Giulia De Mutiis, cantante e paroliera italiana (n. 1938)
- 1984 - Licurgo Sommariva, pittore italiano (n. 1900)
- 1984 - Wolfgang Staudte, regista cinematografico, sceneggiatore e attore tedesco (n. 1906)
- 1985 - Wilfrid Brambell, attore irlandese (n. 1912)
- 1985 - Sylvain Grysolle, ciclista su strada belga (n. 1915)
- 1985 - Tom Richards, maratoneta britannico (n. 1910)
- 1985 - Eric Voegelin, filosofo, politologo e storico tedesco (n. 1901)
- 1986 - Ernesto Sestan, storico italiano (n. 1898)
- 1987 - Agnellus Andrew, vescovo cattolico scozzese (n. 1908)
- 1987 - Josef Henselmann, scultore tedesco (n. 1898)
- 1987 - Michelangelo Iorio, politico italiano (n. 1906)
- 1987 - Harry Keller, regista, montatore e produttore cinematografico statunitense (n. 1913)
- 1987 - Lawrence Kohlberg, psicologo statunitense (n. 1927)
- 1988 - Cesare Brandi, storico dell'arte e critico d'arte italiano (n. 1906)
- 1988 - Floriano Calvino, ingegnere, geologo e giornalista italiano (n. 1927)
- 1988 - Evgenij Aleksandrovič Mravinskij, direttore d'orchestra sovietico (n. 1903)
- 1988 - Cary Odell, scenografo statunitense (n. 1910)
- 1988 - Enrico Pecci, imprenditore italiano (n. 1910)
- 1989 - Zbigniew Resich, politico, magistrato e cestista polacco (n. 1915)
- 1989 - Norma Varden, attrice e pianista britannica (n. 1898)
- 1989 - Octavio Vial, allenatore di calcio e calciatore messicano (n. 1918)
- 1990 - Carlo Bagno, attore italiano (n. 1920)
- 1990 - Klavdija Aleksandrovna Barchatova, astronoma sovietica (n. 1917)
- 1990 - Joseph Courtat, calciatore svizzero (n. 1919)
- 1990 - Arthur Goldberg, politico e giurista statunitense (n. 1908)
- 1990 - Aldo Gucci, imprenditore e designer italiano (n. 1905)
- 1990 - Marina Pagano, cantante e attrice italiana (n. 1939)
- 1990 - Aleksandr Aronovič Pečerskij, militare sovietico (n. 1909)
- 1990 - Osho Rajneesh, mistico indiano (n. 1931)
- 1990 - Guido Rigotti, allenatore di calcio e calciatore italiano (n. 1904)
- 1990 - Alberto Semprini, pianista e direttore d'orchestra inglese (n. 1908)
- 1991 - Don Beddoe, attore statunitense (n. 1903)
- 1991 - Bobby Combe, calciatore scozzese (n. 1924)
- 1991 - Paolo Desana, politico italiano (n. 1918)
- 1991 - Eugene Gross, fisico statunitense (n. 1926)
- 1991 - Andrej Korsakov, violinista, insegnante e direttore d'orchestra sovietico (n. 1946)
- 1991 - Gernot Reinstadler, sciatore alpino austriaco (n. 1970)
- 1991 - John Russell, attore e militare statunitense (n. 1921)
- 1991 - Giovanni Sinchetto, fumettista italiano (n. 1922)
- 1991 - Dino Viola, imprenditore, dirigente sportivo e politico italiano (n. 1915)
- 1992 - Micheline Béjaud, cestista francese (n. 1931)
- 1992 - Pietro Di Donato, scrittore statunitense (n. 1911)
- 1992 - George S. Odiorne, economista statunitense (n. 1920)
- 1992 - Gianni Quondamatteo, etnologo, lessicografo e giornalista italiano (n. 1910)
- 1993 - Zygmunt Olesiewicz, allenatore di pallacanestro polacco (n. 1929)
- 1993 - Antonello Trombadori, giornalista, critico d'arte e politico italiano (n. 1917)
- 1994 - Jozef Vliers, allenatore di calcio e calciatore belga (n. 1932)
- 1995 - Kaj Andersen, calciatore danese (n. 1932)
- 1995 - Roberto Fogu, pianista e cantante italiano (n. 1936)
- 1995 - Hermann Henselmann, architetto tedesco (n. 1905)
- 1995 - Tony Kaseta, cestista statunitense (n. 1923)
- 1995 - Italo Viglianesi, sindacalista e politico italiano (n. 1916)
- 1996 - Jean Guillot, calciatore e allenatore di calcio francese (n. 1941)
- 1996 - Fulvio Nesti, calciatore italiano (n. 1925)
- 1996 - Don Simpson, produttore cinematografico statunitense (n. 1943)
- 1996 - Étienne Sved, fotografo francese (n. 1914)
- 1997 - James Dickey, scrittore e poeta statunitense (n. 1923)
- 1997 - Charley Lion, schermidore francese (n. 1906)
- 1997 - Adriano Minelli, calciatore italiano (n. 1919)
- 1997 - Charles Nelson, montatore statunitense (n. 1901)
- 1998 - Mario Belardinelli, tennista e dirigente sportivo italiano (n. 1919)
- 1998 - Cornelis Kalkman, botanico olandese (n. 1928)
- 1998 - Al Negratti, cestista, allenatore di pallacanestro e dirigente sportivo statunitense (n. 1921)
- 1998 - Carl Perkins, cantante, compositore e chitarrista statunitense (n. 1932)
- 1998 - Sebastiano Romeo, mafioso italiano (n. 1931)
- 1999 - Teuvo Aura, politico finlandese (n. 1912)
- 1999 - Ivan Francescato, rugbista a 15 italiano (n. 1967)
- 1999 - Mario Gentili, pistard, ciclista su strada e ciclocrossista italiano (n. 1913)
- 1999 - Finn Dag Jagge, tennista norvegese (n. 1936)
- 1999 - Jacques Lecoq, attore teatrale, mimo e pedagogo francese (n. 1921)
- 1999 - Warren Schrage, cestista statunitense (n. 1920)
- 1999 - Yeom Eun-hyeon, cestista giapponese (n. 1914)
- 2000 - Luigi Chinazzo, lottatore italiano (n. 1932)
- 2000 - Cesarino Dante Cioce, politico italiano (n. 1925)
- 2000 - Bettino Craxi, politico italiano (n. 1934)
- 2000 - Anselmo Fernández, allenatore di calcio e architetto portoghese (n. 1918)
- 2000 - Frederick Herzberg, psicologo statunitense (n. 1923)
- 2000 - Rúhíyyih Khanum, canadese (n. 1910)
- 2000 - Hedy Lamarr, attrice e inventrice austriaca (n. 1914)
- 2000 - Alan North, attore statunitense (n. 1920)
- 2000 - Rino Pachetti, partigiano e operaio italiano (n. 1913)
- 2000 - Irra Petina, contralto russo (n. 1908)
- 2000 - Stanley Weston, cestista britannico (n. 1923)

## XXI secolo(147)
- 2001 - Alberto Gallardo, calciatore peruviano (n. 1940)
- 2001 - Gustave Thibon, filosofo e scrittore francese (n. 1903)
- 2002 - Jeff Astle, calciatore inglese (n. 1942)
- 2002 - Franz Innerhofer, scrittore austriaco (n. 1944)
- 2002 - Martti Miettunen, politico finlandese (n. 1907)
- 2002 - Vavá, calciatore e allenatore di calcio brasiliano (n. 1934)
- 2003 - Milton Flores, calciatore honduregno (n. 1974)
- 2003 - Françoise Giroud, giornalista, politica e scrittrice francese (n. 1916)
- 2003 - Heinz Krüger, calciatore tedesco orientale (n. 1932)
- 2003 - Kurt Krüger, calciatore tedesco (n. 1920)
- 2003 - Valerio Peretti Cucchi, autore televisivo italiano (n. 1956)
- 2003 - Russell A. Rourke, avvocato e politico statunitense (n. 1931)
- 2004 - Giacomo Cosmano, calciatore italiano (n. 1929)
- 2004 - Edwin Knox, pallanuotista statunitense (n. 1914)
- 2004 - Miroslav Pavlović, calciatore jugoslavo (n. 1942)
- 2004 - Ada Valeria Ruhl Bonazzola, politica e partigiana italiana (n. 1921)
- 2005 - Lamont Bentley, attore statunitense (n. 1973)
- 2005 - Anita Kulcsár, pallamanista ungherese (n. 1976)
- 2005 - Joop Odenthal, calciatore e giocatore di baseball olandese (n. 1924)
- 2006 - Anthony Franciosa, attore statunitense (n. 1928)
- 2006 - Nadia Gallico Spano, politica italiana (n. 1916)
- 2006 - Wilson Pickett, cantautore statunitense (n. 1941)
- 2006 - Mladen Romić, calciatore croato (n. 1962)
- 2006 - Franz Seitz Jr., produttore cinematografico, sceneggiatore e regista tedesco (n. 1921)
- 2006 - Pio Taofinu'u, cardinale e arcivescovo cattolico samoano (n. 1923)
- 2006 - Aldona Vailokaitytė, cestista lituana (n. 1920)
- 2006 - Ray Wertis, cestista statunitense (n. 1923)
- 2007 - Bam Bam Bigelow, wrestler statunitense (n. 1961)
- 2007 - Rodolfo Bonacchi, calciatore italiano (n. 1938)
- 2007 - Antonio Cristiani, avvocato e giurista italiano (n. 1925)
- 2007 - Hrant Dink, giornalista e scrittore turco (n. 1954)
- 2007 - Denny Doherty, cantautore canadese (n. 1940)
- 2007 - Danilo Ferrari, ciclista su strada italiano (n. 1940)
- 2008 - Valerio Colotti, progettista italiano (n. 1925)
- 2008 - Suzanne Pleshette, attrice statunitense (n. 1937)
- 2008 - Antonio Scherillo, mineralogista italiano (n. 1907)
- 2009 - Anastasija Baburova, giornalista ucraina (n. 1983)
- 2009 - Victor Dolipschi, lottatore rumeno (n. 1950)
- 2009 - Stanislav Markelov, giornalista e avvocato russo (n. 1974)
- 2009 - Viking Palm, lottatore svedese (n. 1923)
- 2009 - Luigi Preti, politico e scrittore italiano (n. 1914)
- 2009 - José Torres, pugile e scrittore portoricano (n. 1936)
- 2010 - Mahmud al-Mabhuh, palestinese (n. 1960)
- 2010 - Bill McLaren, conduttore radiofonico e conduttore televisivo britannico (n. 1923)
- 2010 - Panajot Pano, calciatore albanese (n. 1939)
- 2011 - Sergio Frosali, critico cinematografico, giornalista e saggista italiano (n. 1923)
- 2011 - Mihai Ionescu, calciatore rumeno (n. 1936)
- 2011 - Ernesto Ledesma, calciatore uruguaiano (n. 1930)
- 2012 - Giancarlo Bigazzi, produttore discografico, compositore e paroliere italiano (n. 1940)
- 2012 - Sarah Burke, sciatrice freestyle canadese (n. 1982)
- 2012 - Rudi van Dantzig, ballerino, coreografo e scrittore olandese (n. 1933)
- 2012 - Giovanni De Andrea, arcivescovo cattolico italiano (n. 1928)
- 2012 - Francesco De Carli, politico italiano (n. 1937)
- 2012 - Arno Zerbe, calciatore tedesco orientale (n. 1941)
- 2012 - Peter Åslin, hockeista su ghiaccio svedese (n. 1962)
- 2013 - Anatolij Bannyk, scacchista ucraino (n. 1921)
- 2013 - Gayle Bluth, cestista messicano (n. 1925)
- 2013 - Abderrahim Goumri, mezzofondista e maratoneta marocchino (n. 1976)
- 2013 - Aleksandr Kosarev, regista sovietico (n. 1944)
- 2013 - Taihō Kōki, lottatore di sumo giapponese (n. 1940)
- 2013 - Hans Massaquoi, giornalista e scrittore tedesco (n. 1926)
- 2013 - Li Minhua, ingegnera e fisica cinese (n. 1917)
- 2013 - Stan Musial, giocatore di baseball statunitense (n. 1920)
- 2013 - Marcel Sisniega Campbell, scacchista e regista cinematografico messicano (n. 1959)
- 2013 - Gaetano Valente, storico e presbitero italiano (n. 1919)
- 2014 - Gérard Frémy, pianista, compositore e percussionista francese (n. 1935)
- 2014 - Giorgio Gardiol, politico e giornalista italiano (n. 1942)
- 2014 - Gordon Hessler, regista e produttore cinematografico britannico (n. 1925)
- 2014 - Michał Joachimowski, triplista polacco (n. 1950)
- 2014 - Bert Frederick Williams, calciatore inglese (n. 1920)
- 2015 - Vladimir Kesarev, calciatore e allenatore di calcio sovietico (n. 1930)
- 2015 - Robert Manzon, pilota automobilistico francese (n. 1917)
- 2015 - Karl Pribram, medico austriaco (n. 1919)
- 2015 - Gustavo Romero, giocatore di calcio a 5 argentino (n. 1968)
- 2016 - Robert M. Carter, geologo e paleontologo britannico (n. 1942)
- 2016 - Joachim Fernandez, calciatore senegalese (n. 1972)
- 2016 - Yasutarō Koide, supercentenario giapponese (n. 1903)
- 2016 - Pascal Lota, armatore francese (n. 1933)
- 2016 - Celestina Milani, glottologa italiana (n. 1933)
- 2016 - Ettore Scola, regista cinematografico e sceneggiatore italiano (n. 1931)
- 2016 - Sheila Sim, attrice britannica (n. 1922)
- 2017 - Loalwa Braz, cantante brasiliana (n. 1953)
- 2017 - Nino Caruso, ceramista, scultore e designer italiano (n. 1928)
- 2017 - Miguel Ferrer, attore statunitense (n. 1955)
- 2017 - Joyce Murland, atleta paralimpica e tiratrice a segno canadese (n. 1937)
- 2017 - Sergio Spina, regista, autore televisivo e sceneggiatore italiano (n. 1928)
- 2017 - Guillaume Van Tongerloo, ciclista su strada e pistard belga (n. 1933)
- 2017 - Giovanni Vastola, calciatore e allenatore di calcio italiano (n. 1938)
- 2018 - Dina Boldrini, cantante e cantastorie italiana (n. 1929)
- 2018 - Allison Shearmur, produttrice cinematografica statunitense (n. 1963)
- 2018 - Olivia Cole, attrice statunitense (n. 1942)
- 2018 - Maurice Couture, arcivescovo cattolico canadese (n. 1926)
- 2018 - Anna Campori, attrice italiana (n. 1917)
- 2018 - Will Frazier, cestista statunitense (n. 1942)
- 2018 - Dorothy Malone, attrice statunitense (n. 1924)
- 2018 - Thaddeus Peplowski, vescovo vetero-cattolico statunitense (n. 1936)
- 2018 - Fredo Santana, rapper statunitense (n. 1990)
- 2018 - Greg Stewart, cestista statunitense (n. 1960)
- 2019 - Mario Bertoncini, compositore e pianista italiano (n. 1932)
- 2019 - Bort, disegnatore e fumettista italiano (n. 1926)
- 2019 - Gert Frank, pistard e ciclista su strada danese (n. 1956)
- 2019 - Ted McKenna, batterista e compositore britannico (n. 1950)
- 2019 - Tony Mendez, agente segreto statunitense (n. 1940)
- 2019 - Stefanos Miltsakakis, artista marziale e attore greco (n. 1959)
- 2019 - Muriel Pavlow, attrice britannica (n. 1921)
- 2019 - Henry Sy, imprenditore cinese (n. 1924)
- 2020 - Kazım Ayvaz, lottatore turco (n. 1938)
- 2020 - Jimmy Heath, sassofonista e compositore statunitense (n. 1926)
- 2020 - Hana Kopáčková, cestista cecoslovacca (n. 1927)
- 2021 - William Regis Fey, vescovo cattolico e missionario statunitense (n. 1942)
- 2021 - Hans Gerny, vescovo vetero-cattolico svizzero (n. 1937)
- 2021 - Renita Andreevna Grigor'eva, regista sovietica (n. 1931)
- 2021 - Abayubá Ibáñez, calciatore uruguaiano
- 2021 - Emanuele Macaluso, politico, sindacalista e giornalista italiano (n. 1924)
- 2021 - Cesare Maestri, alpinista, scrittore e partigiano italiano (n. 1929)
- 2021 - Gustavo Peña, calciatore e allenatore di calcio messicano (n. 1942)
- 2021 - Domenico Romano, politico italiano (n. 1932)
- 2021 - Una Chi, scrittrice, germanista e traduttrice italiana (n. 1942)
- 2021 - Ellinah Wamukoya, vescova anglicana swazilandese (n. 1951)
- 2021 - Bob Williams, cestista statunitense (n. 1931)
- 2021 - Giovanni Zucchi, canottiere italiano (n. 1931)
- 2022 - Tommy Angell, schermitrice statunitense (n. 1924)
- 2022 - Antonio Borrometi, politico italiano (n. 1953)
- 2022 - Hans-Jürgen Dörner, calciatore e allenatore di calcio tedesco orientale (n. 1951)
- 2022 - Nils Arne Eggen, calciatore e allenatore di calcio norvegese (n. 1941)
- 2022 - Elmar Fischer, vescovo cattolico austriaco (n. 1936)
- 2022 - Stanisław Grędziński, velocista polacco (n. 1945)
- 2022 - Hardy Krüger, attore tedesco (n. 1928)
- 2022 - Richard Liversedge, slittinista britannico (n. 1940)
- 2022 - Nigel Rogers, tenore, direttore di coro e insegnante inglese (n. 1935)
- 2022 - Gaspard Ulliel, attore e modello francese (n. 1984)
- 2023 - Walter Antonio Jiménez, calciatore argentino (n. 1939)
- 2023 - Norbert Sattler, canoista austriaco (n. 1951)
- 2023 - Yoon Jeong-hee, attrice sudcoreana (n. 1944)
- 2023 - Peter Thomas, allenatore di calcio e calciatore inglese (n. 1944)
- 2023 - Anton Walkes, calciatore inglese (n. 1997)
- 2024 - Attilio Busseti, politico italiano (n. 1933)
- 2024 - Mario Eduardo Dorsonville-Rodríguez, vescovo cattolico colombiano (n. 1960)
- 2024 - Lance Larson, nuotatore statunitense (n. 1940)
- 2024 - Ewa Podleś, contralto polacco (n. 1952)
- 2024 - Marlena Shaw, cantante statunitense (n. 1942)
- 2024 - Pluto Shervington, musicista, cantante e produttore discografico giamaicano (n. 1950)
- 2025 - Remigio Barbieri, giornalista, scrittore e antifascista italiano (n. 1930)
- 2025 - Jimmy Calderwood, calciatore e allenatore di calcio scozzese (n. 1955)
- 2025 - Eva Klein, biologa e immunologa ungherese (n. 1925)
- 2025 - Pierre Sorlin, critico cinematografico, storico e saggista francese (n. 1933)
- 2025 - Giorgio Tori, archivista e storico italiano (n. 1941)